# 1-й механизированный корпус (1-го формирования)
1-й механизированный корпус РККА — общевойсковое оперативно-тактическое соединение (механизированный корпус) РККА ВС Союза ССР, до и во время Великой Отечественной войны.
Сокращённое действительное наименования механизированного формирования, применяемое в рабочих документах и литературе — 1 мк.

## История
Формирование корпуса начато в Ленинградском военном округе (ЛенВО) 9 июня 1940 года из соединений и частей, некоторые из которых были отмечены, за мужество и героизм личного состава, правительственными наградами по итогам советско-финляндской войны. 6 июля 1940 года командир корпуса генерал-лейтенант Прокофий Романенко рапортом ходатайствовал перед Военным советом ЛенВО о передаче Революционных Красных Знамён 13-й и 20-й танковых бригад с орденами Красного Знамени танковым дивизиям мехкорпуса. Командование ЛВО в свою очередь ходатайствовало к Наркому обороны Союза ССР, о данной просьбе. 27 августа 1940 года приказом Народного комиссара обороны Союза ССР маршала Советского Союза Семёна Тимошенко 1-й и 3-й танковым дивизиям были торжественно вручены знамёна 20-й и 13-й танковых бригад соответственно. Таким образом, соединения 1-го механизированного корпуса стали Краснознамёнными.
Управление корпуса сформировано на базе управления 20-й тяжёлой танковой бригады имени С. М. Кирова в лагере в Черехе, инженерный батальон и батальон связи из соответствующих формирований 25-й кавалерийской дивизии.
Соединения, входящие в состав мехкорпуса формировались на базе 1-й и 13-й лёгких танковых бригад, 20-й тяжёлой танковой бригады, 25-й кавалерийской дивизии, 15-й стрелково-пулемётной бригады, 163-й стрелковой дивизии.
Формирование корпуса было завершено к 30 июня 1940 года.
Перед Великой Отечественной войной формирования механизированного корпуса дислоцировались:
- Управление мехкорпуса и корпусные части в Пскове
- 1-я танковая дивизия (1 тд) в Пскове (до 17 июня 1941)
- 3-я танковая дивизия (3 тд) в Порхове и Луге (летние лагеря в Струги Красные)
- 163-я моторизованная дивизия в Острове (летние лагеря в Черёха)

Количество основных и специальных танков, броневых автомобилей (БА) в мехкорпусе к началу войны было следующим:
|                              | Т-28 | БТ-5   | БТ-7 | БТ-7арт | Т-26  | ХТ | Т-37-38 | Всего  | ФАИ | БА-20 | БА-6 | БА-10 | Всего |
| ---------------------------- | ---- | ------ | ---- | ------- | ----- | -- | ------- | ------ | --- | ----- | ---- | ----- | ----- |
| Управление                   |      |        | 6    |         |       |    |         | 6      |     | 5     |      | 8     | 13    |
| 1-я танковая дивизия*        | 38/7 | 89/25  | 176  |         | 18/2  | 50 | 2/2     | 373/36 |     | 35/3  | 4    | 49    | 88/3  |
| 3-я танковая дивизия         | 40** |        | 222  | 10      | 22    | 48 |         | 342    | 17  | 22    | 7    | 49    | 95    |
| 163-я моторизованная дивизия |      | 25     |      |         | 229   |    | 18      | 272    |     |       |      |       | 45    |
| Всего                        | 78/7 | 114/25 | 404  | 10      | 269/2 | 98 | 20/2    | 993/36 |     |       |      |       | 241/3 |

*Кроме того в дивизии находилось 38 танкеток Т-27 для подготовки экипажей КВ, которые должны были поступить в конце июня.
** Фактически 38. 2 танка участвовали в учениях 10-го механизированного корпуса. Скорее всего они оказались при 23-й танковой дивизии.
В действующей армии во время Великой Отечественной войны с 22 июня 1941 года по 17 августа 1941 года.
17 июня 1941 года 1-я танковая дивизия была исключена из состава 1 мк и эшелонами отправлена в Карелию, о дальнейшем боевом пути смотри статью 1-я танковая дивизия.
С 22 июня 1941 года корпус в составе 3-й танковой и 163-й моторизованной дивизий начал переброску в район Пушкина и Слуцка по плану прикрытия ЛВО, уже в пути район сосредоточения корпуса был изменён на Красногвардейск, где западнее города к 24 июня 1941 года он и сосредоточился.
26 июня 1941 года из состава корпуса изъят танковый батальон (отправлен в Тапа), 28 июня 1941 года зенитный дивизион был отправлен в Ленинград, 20 броневиков отправлены в Псков.
30 июня 1941 года был получен приказ о сосредоточении корпуса в районе Подлужье, Боровичи, Порхов. 1 июля 1941 года из состава корпуса изъята 163-я моторизованная дивизия, о дальнейшем боевом пути смотри статью 163-я моторизованная дивизия.
На 1 июля 1941 года оставшиеся в мехкорпусе части сосредоточились в Подборовье, Малом Торошино, к вечеру 2 июля 1941 года — в лесах в 20 километрах северо-западнее Славковичей. 4 июля 1941 года из состава оставшейся 3-й танковой дивизии изъят 3-й мотострелковый полк и рота 5-го мотоциклетного полка (в дальнейшем действовал с 24-й танковой дивизией). Оставшиеся части двинулись на Остров. К этому времени мехсоединение представляло собой управление, 3-ю танковую дивизию без одного батальона, мотострелкового полка и зенитного дивизиона, и 5-й мотоциклетный полк без двух рот.
С 5 июля 1941 года корпус атакует город Остров с севера и северо-востока, вместе с воинскими частями 111-й стрелковой дивизии, некоторыми подразделениями ворвался в Остров, однако удержать его не смог под натиском немецкой 1-й танковой дивизии. В этот же день вечером мехкорпус предпринял новую атаку, однако вновь был отброшен, в том числе подошедшей немецкой 6-й танковой дивизией. С вечера 5 июля 1941 года корпус отступает в северо-восточном направлении. Попытки овладеть Островом продолжались и 6 июля 1941 года. 7 июля 1941 года 3-я танковая дивизия, вернее её остатки, была подчинена 41-му стрелковому корпусу, таким образом корпус остался в виде управления и остатков мотоциклетного полка, которые попали под удар врага южнее Пскова.
Во время контрудара 7 — 8 июля части 3-й танковой дивизии, пытавшиеся задержать наступление противника на Псков, провела в районе н\п Череха — Песчанка — Вольнево — Крякуша крупное танковое сражение. Силы были не равны — с советской стороны участвовало около 100 танков (включая несколько КВ-1), с немецкой — около 200 разных типов, в основном Pz.II и Pz.III, при сильной поддержке противотанковой и тяжёлой артиллерии. Бой закончился только в 22 часа, причём в конце его советские танки обстреляны неизвестным веществом (иприт или газы), в результате танкисты вынуждены надеть противогазы и противоипритные накидки и находиться в них до 5 часов утра 8 июля. Соотношение потерь примерно равное, но поле боя осталось за немцами. В числе почти 70 потерянных советских танков и 8 БТ-7А.
11 июля 1941 года была сделана попытка восстановить корпус — были возвращены остатки 3-й танковой дивизии, в состав корпуса были включены 21-я танковая дивизия (уже 12 июля 1941 года подчинена штабу 16-го стрелкового корпуса) и 202-я моторизованная дивизия. Управление корпуса отошло в Дно, в резерв фронта.
17 августа 1941 года управление корпуса расформировано.

## Боевой состав
| Дата       | Фронт                 | Армия      | В составе                                                                | Другие части, в том числе приданные | Примечания               |
| ---------- | --------------------- | ---------- | ------------------------------------------------------------------------ | --- | ------------------------ |
| 22.06.1941 | Северный фронт        | —          | 3-я танковая дивизия 163-я моторизованная дивизия 5-й мотоциклетный полк | 202-й отдельный батальон связи 89-я полевая почтовая станция 101-я отдельная корпусная авиационная эскадрилья 203-я полевая касса Госбанка                                    | -                        |
| 01.07.1941 | Северо-Западный фронт | 11-я армия | 3-я танковая дивизия 163-я моторизованная дивизия 5-й мотоциклетный полк | 202-й отдельный батальон связи 50-й отдельный инженерный батальон 89-я полевая почтовая станция 101-я отдельная корпусная авиационная эскадрилья 203-я полевая касса Госбанка | -                        |
| 10.07.1941 | Северо-Западный фронт | 11-я армия | 3-я танковая дивизия 163-я моторизованная дивизия 5-й мотоциклетный полк | 202-й отдельный батальон связи 50-й отдельный инженерный батальон 89-я полевая почтовая станция 101-я отдельная корпусная авиационная эскадрилья 203-я полевая касса Госбанка | 163-я стрелковая дивизия |
| 01.08.1941 | Северо-Западный фронт | -          | 3-я танковая дивизия                                                     | 202-й отдельный батальон связи 50-й отдельный инженерный батальон 89-я полевая почтовая станция 101-я отдельная корпусная авиационная эскадрилья 203-я полевая касса Госбанка | -                        |

## Командиры корпуса
- Романенко, Прокофий Логвинович, генерал-лейтенант (4.06.1940 — 14.01.1941)
- Чернявский, Михаил Львович, генерал-майор танковых войск